# Храм святого Мартина в стене
Храм святого Мартина в стене — готическая церковь, расположенная в Старом городе Праги, Чехия.
Храм был построен в романском стиле (позднее изменен на готический) между 1178 и 1187 годами в поселении Уезд, которое после постройки храма начало называться Уезд у Святого Мартина. Поселение было разделено на две части при строительстве крепостных стен вокруг Старого Города в 30-х годах XIII века, из-за чего храм стал примыкать к одной из стен. От этого и произошло название «в стене», хотя после она и была снесена.
Сейчас храм принадлежит Евангелической церкви чешских братьев.

## История строительства

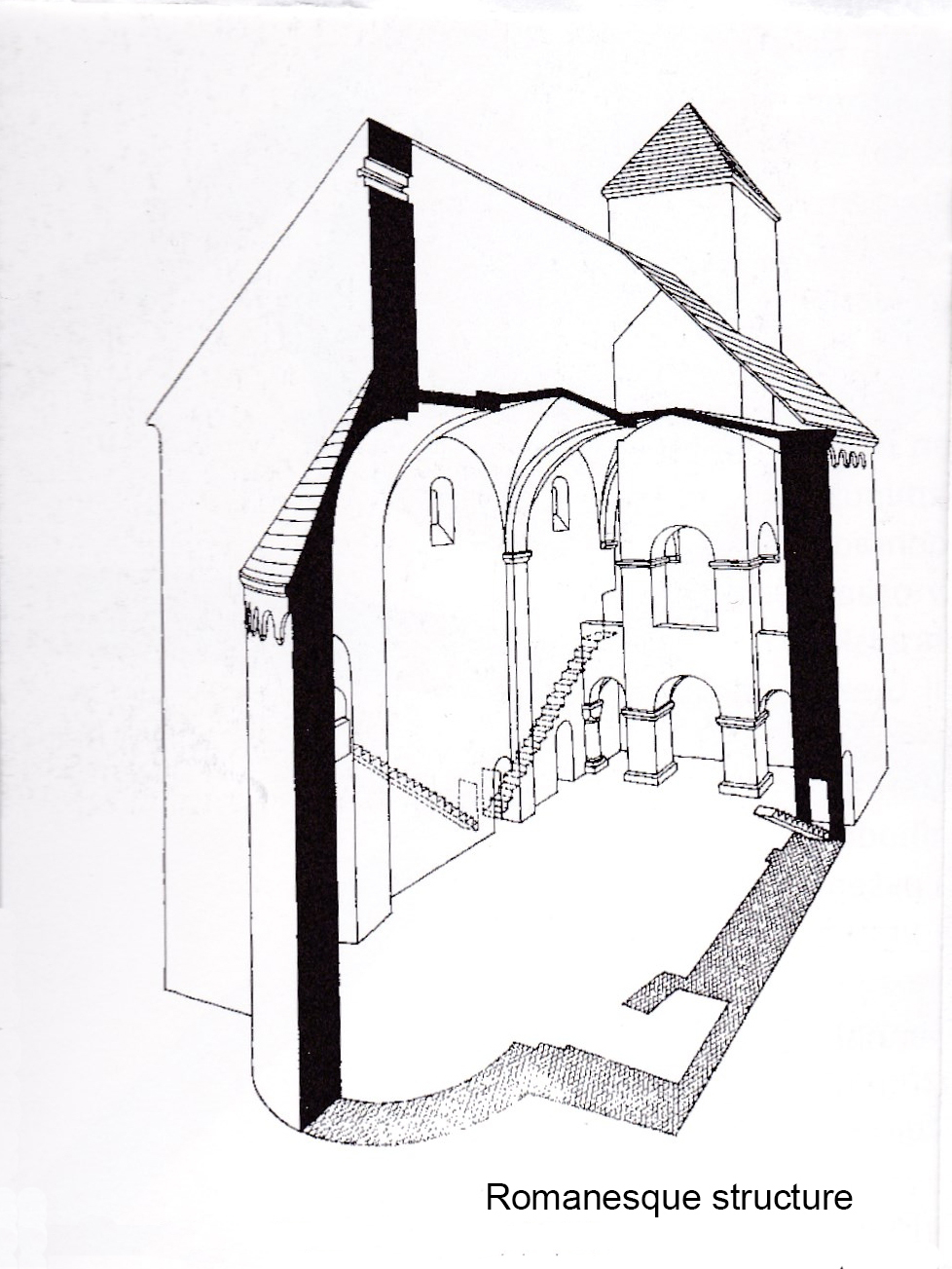
Романский вид храма

Первоначальное романское ядро храма было обнаружено Камилем Гильбертом в начале XX века. Только после этого храм начал привлекать к себе внимание других архитекторов. В 1905 году Йозеф Тайге провел обширное исследование, после чего были предприняты попытки восстановить первоначальный вид храма. Бирнбаум и Чарек предполагали, что над восточными помещениями возвышались две башни. Менцл выдвинул теорию о наличии в романской постройке пары эмпор, расположенных в юго-восточном и северо-восточном углах, доступ в которые осуществлялся через проходы в толще стен, и об одной башне в западной части нефа. Под боковыми эмпорами рядом с полукруглыми апсидами находилось открытое пространство, функция которого неизвестна. Данная теория была широко принята общественностью, но после нее возникли и иные. Либал отверг существование западной башни из-за слишком тонких столбов трибуны, далее Драгоун вскрыл кладку юго-восточного бокового пространства, чем предоставил новый просто для исследований.
Храм строился однонефным и по плану почти совпадал с планом нынешнего центрального нефа с рядом романских архитектурных деталей. Интерьер храма был украшен настенной живописью, а потолок перекрыт сводом крестового типа.

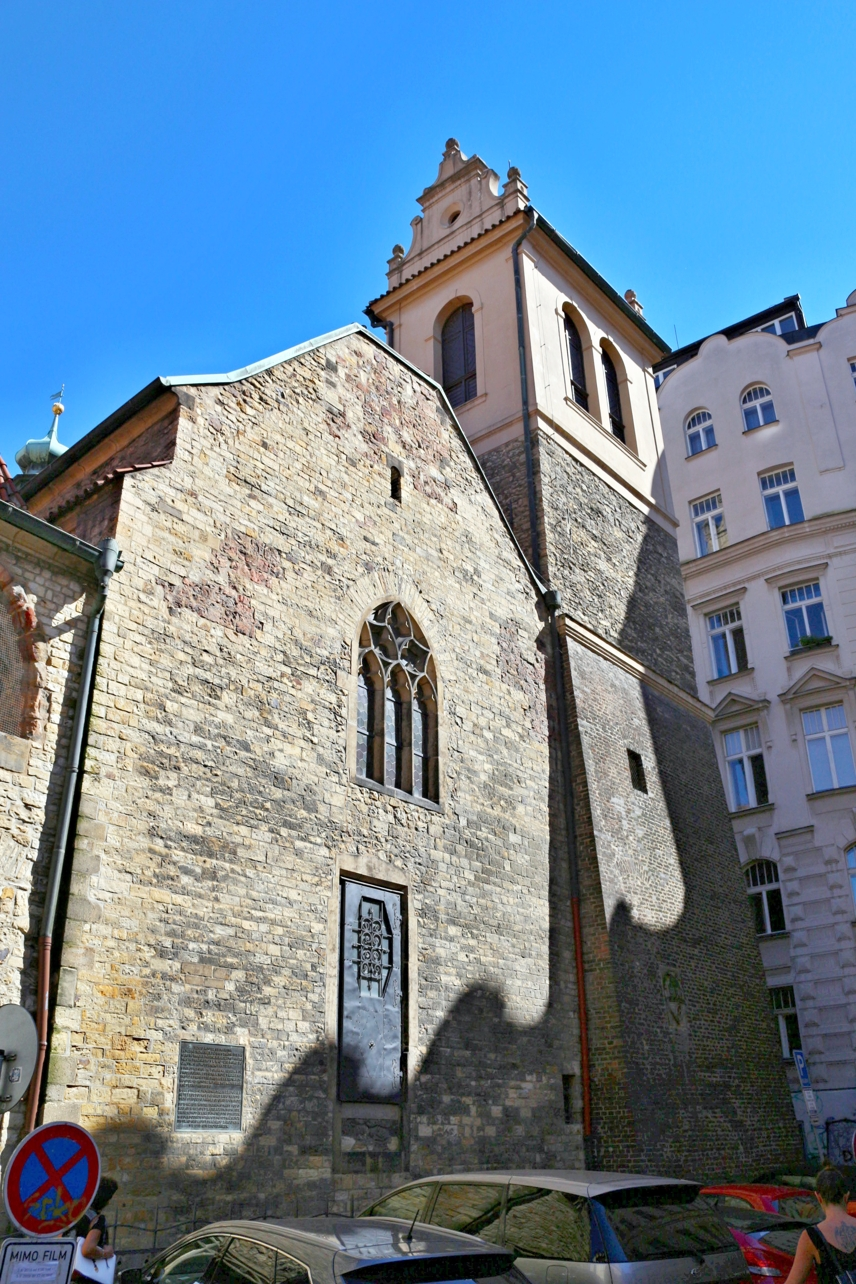
Храм святого Мартина в стене

Готический вид храм приобрел после 1350 года во время правления Карла IV. В 1358 году был сооружён алтарь. Также был поднят уровень пола и построен пресвитерий, впервые в Чехии оканчивающийся ровной стеной с двумя окнами. Потолок пресвитерия перекрыт сетчатым сводом на консолях. В южной стене были пробиты новые готические окна, которые в XX веке были отреставрированы Гильбертом. Центральный неф был поднят и заново перекрыт крестовым сводом, который был закончен в 1358 году вместе с башней на боковой стороне храма. В 60-х годах XIV века свод над пресвитерием был изменен на реберный, являющийся одним из самых старых реберных сводов в Чехии. Ребра опираются на консоли пирамидальной формы, украшенные маскаронами. Соединения свода орнаментированы звездой и розой. Также был добавлен подоконный карниз по периметру пресвитерии. Так храм выглядел в 1414 году, когда священник впервые провел Евхаристическую молитву.

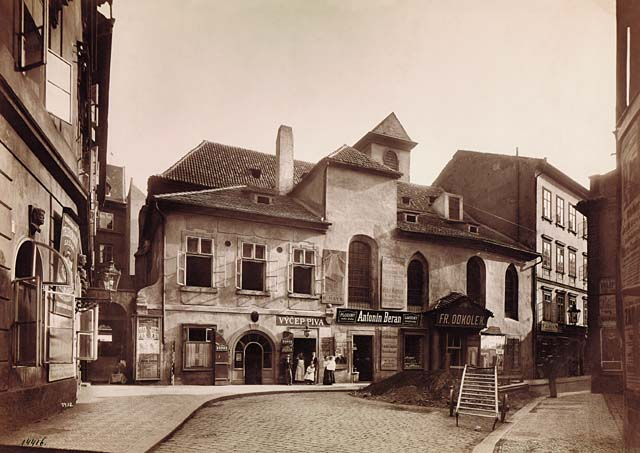
Использование храма, как магазина и места продажи разливного пива

Нынешний вид храм приобрел во времена поздней готики, когда были пристроены два боковых нефа, в результате чего храм стал трёхнефным. Северный боковой неф разделен на три травеи крестового свода, южный - на две. К восточной стене северного нефа семья Гольц пристроила ораторий, в который вёл мостик из соседнего дома, где они проживали. До сегодняшнего дня с внешней стороны храма видны следы от портала. Также они помогли с финансированием большей части реконструкции, закончившейся в 1488, поэтому об этой семье напоминает герб с изображением крюка, расположенный в разных местах храма.

### Дальнейшая история
В 1678 году случился пожар, после чего верхняя часть башни была перестроена. Из наиболее значительных последующих перемен было сооружение портала на северной стороне храма в стиле барокко в 1779 году. Но уже в 1784 году храм стал использоваться как склад и магазин, пока в 1904 году его не выкупила Пражская община. В годах 1905—1906 храм был отреставрирован по чертежам Камиля Гильберта. Во время этой реставрации были добавлены нео-ренессансные щиты и герб Старого Города на башню. После Первой мировой войны храм был взят в длительную аренду Евангелической церковью чешских братьев.

## Архитектура
План неправильной формы из-за частых перестроек и имеет вид псевдо-базиликального трёхнефного храма.
Центральный неф покрыт седловидной крышей, где над пресвитерием добавлена вальма, а над передним щитом - полувальма. Прямоугольный центральный неф перекрыт двумя почти квадратными травеями крестового свода с межсводными ребрами. Средняя консоль на северной стене заменена на полуцилиндрическую, под которой находится плоский пилястр. Западная травея в ширину органа с хором перекрыта стрельчатым сводом. На своде находится знак с чешским львом. Северная стена центрального нефа рядом с триумфальной аркой открывается высокой стрельчатой аркой в соседнюю часовню святого Элигия. На этой-же стене Гильберт обнаружил две передние части свода романского периода, а в западной части прямоугольное отверстие. К хору ведёт седловидный портал с северной стороны. Под хором, на 2 метра ниже настоящего, был обнаружен пол со времен романской архитектуры. В южной стене центрального нефа стоят две полукруглые арки на мощных прямоугольных столбах со скошенным основанием, ведущие в боковой неф.

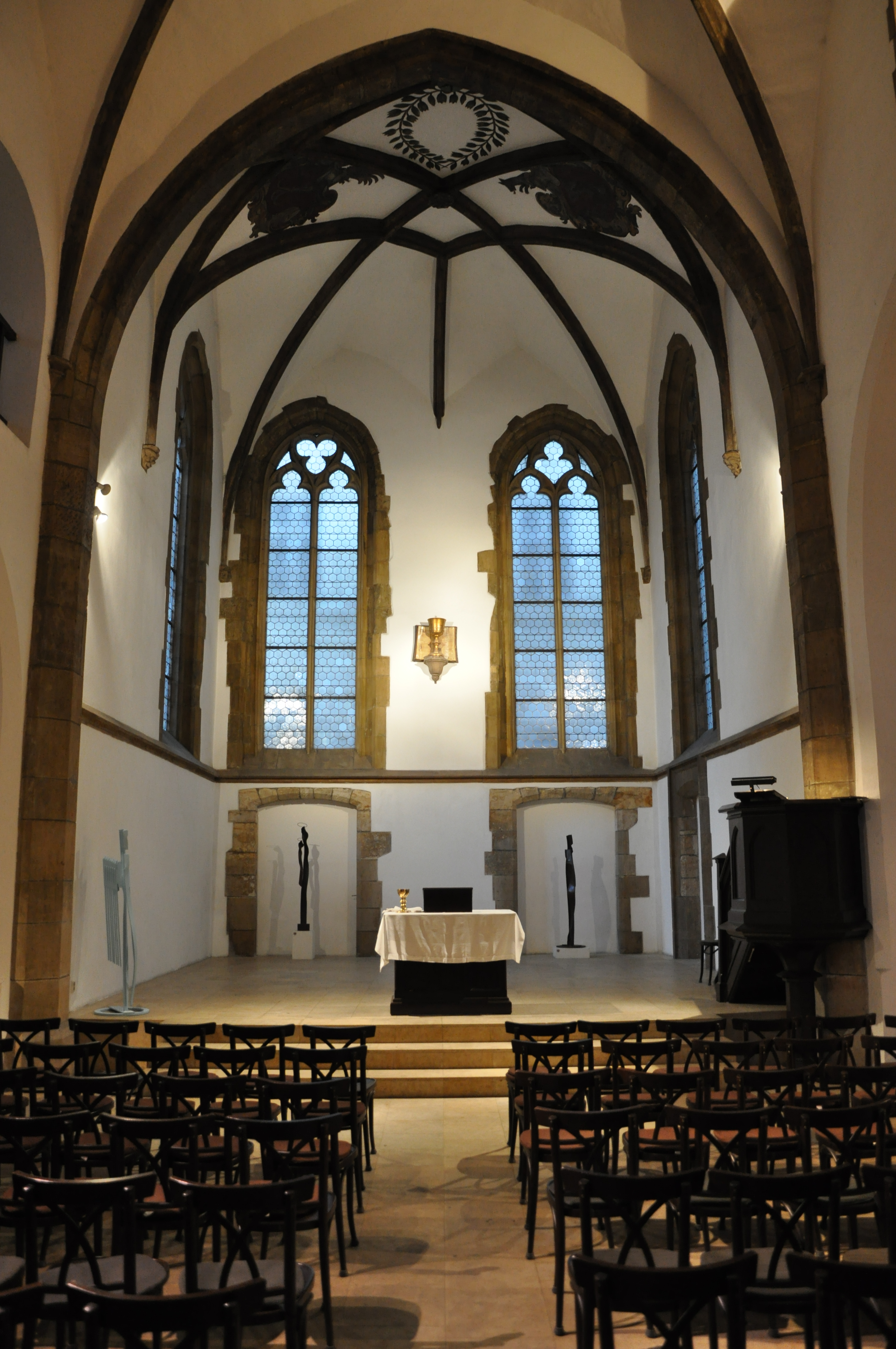
Интерьер храма

Над северным боковым нефом находятся три вальмовые крыши. На первом этаже расположен нео-готический портал с инициалами Камиля Гильберта и годом 1906. Боковой северный фасад без опор является четырёхосным. Портал с готической обкладкой в исполнении Гильберта дополняет обрамление эдикулы с овальным картушем со времён барокко с конца XVII века. Картуш украшена росписью святого Мартина на коне. В восточной части северного бокового нефа находится ораторий со звездчатым сводом, дополненный округлым фигурным щитом. Угловые консоли сделаны в виде маскарон. На потолке часовни святого Элигия, под ораторией, орнаментальные, фигуральные и звериные мотивы. Оставшаяся часть бокового нефа перекрыта крестовым сводом с межсводными ребрами.
У стены стоит надгробный камень Милоты из Дражиц эпохи ренессанса.
У южного бокового нефа две травеи с крестовым сводом, которые разделяет пояс. Консоли пирамидальной формы украшены природными мотивами. На западной стене находится седловидный готический портал под уровнем нынешнего пола, который, в отличие от готического, поднят примерно на 65 см. Дальше расположен нео-готический вход на лестницу романской эпохи, ведущий в каменную башню. Оба этажа в башне перекрыты вальмовым сводом, в стене башни проделано одно большое полукруглое окно в стиле барокко. Башню завершают треугольные щиты.
В углу и на южной стене бокового нефа находятся опоры, с восточной стороны в нефе расположено одно стрельчатое окно с обновленными масверками, с южной стороны - два.
План пресвитерия квадратной формы оканчивается прямыми углами, в которых наискось установлены опоры. На южной стороне его украшает каменная сова, на северной - водосток в форме человеческой фигуры. Свод пресвитерия с ребрами грушевидного профиля.